# Између две ватре (филм)
Између две ватре (енгл. Dodgeball: A True Underdog Story), је америчка спортска филмска комедија из 2004. године, режисера Росона Маршала Тербера, са Винсом Воном, Беном Стилером, Кристин Тејлор и Рипом Торном у главним улогама.
Филм прати групу аутсајдера губитника, који учествују на нокаут турниру у Лос Анђелесу, како би спасили своју омиљену теретану од преузимања од стране великог ланца фитнеса.

## Радња
Питер ЛаФлер (Вон) је неуспешни власник Евериџ Џоа, теретане са само неколико чланова. Чланови (Пират Стив, Џастин, Гордон) и запослени (Двајт и Овен) су лојални теретани и њеном власнику. Питер сазнаје да је Вајт Гудман (Стилер), власник чувеног Глобо-Џима, откупио дугове Евериџ Џоа. Гудман јавно изјављује да је некада био гојазан, али је захваљујући својој чудотворној теретани постао здравији него икад, изгубивши вишак килограма. Питер мора да пронађе 50.000 долара за 30 дана да спречи Вајт да преузме његову теретану, који на њеном месту жели да изгради додатну гаражу за своје чланове теретане. Банка шаље адвоката Кетрин (Тејлор), коју Гудман неуспешно покушава на суду.
Чланови Евериџ Џоа покушавају да пронађу начине да зараде на време, укључујући прање аутомобила. Не иде, али тада Гордон открива рекламу у свом омиљеном часопису о главној награди у доџбол шампионату у Лас Вегасу - 50.000 долара. Али лукави Бели успева да угради шпијунску камеру у њихову теретану и сазнаје за Питерове планове.
Питер и остали чланови теретане у почетку се такмиче против извиђача у регионалном мечу, али су брзо поражени због недостатка искуства. Али пре него што судија може да именује победника, једна од девојака је позитивна на стероиде и извиђачице су дисквалификоване.
После меча, екипа слави „победу”, али их прекида Вајт и његов сопствени тим избацивача. Касније, легендарни играч доџбола Печис О'Хулихан (Торн) упознаје Питера и нуди му да постане тренер тима. Користећи неконвенционалне и болне методе, Печис покушава да од ових „балаваца” направи прави тим. Кетрин гледа тренинг, а затим показује сопствене таленте у игри, након чега тим покушава да је убеди да им се придружи. Она одбија јер ради за Вајта и то би био „сукоб интереса”. Тада Вајт долази у њену кућу и открива да ју је отпустио да би јој се удварао. Она одбија управо када се Петар приближава. Кетрин удари Вајта у нос и он бесан одвезе. Питер поново покушава да убеди Кетрин да им помогне. Овај пут она пристаје.
У Лас Вегасу је екипа требало да добије нове униформе, али су наређења послата на погрешно место, па су приморани да носе садо-мазо кожна одела. Због Кетрин успевају да савладају немачки тим. Љубичасте кобре, Бели тим, лако побеђују своје противнике. У полуфиналу су сви у тиму елиминисани осим Гордона, који углавном игра лоше. Али он креће на ратну стазу када види своју жену како флертује са другим мушкарцем и избацује све чланове другог тима. У финалу, Евериџ Џо ће морати да се бори са Глобо-Џимом.
Али ноћ пре меча, Печис је случајно убијен од огромног знака који пада са плафона. Без тренера, дух тима је поткопан. Вајт долази у Питерову собу, нуди му 100.000 долара у замену за теретану и одустаје од меча. Питер напушта хотел, налетевши на „Пирата” Стива. Ухвативши Стива за врат, он каже: „Ти ниси гусар”, шаљући Стива у депресију. У међувремену, Овен је спавао са Френ, чланицом Љубичастих кобри, у коју се заљубио на први поглед.
На дан утакмице навијачица из Џастинове школе тражи од њега да им помогне у навијачком такмичењу јер је једном од чланова тима сломљена кост. Нико не може пронаћи ни Стива ни Питера. Пошто је за првенство потребан одређен број играча, страхују да ће бити принуђени на аутоматску предају. Петер је провео ноћ у бару, осећајући се лоше. Изненада, поред њега се појављује Ланце Армстронг, шампион у бициклизму и мотивише Питера да се врати у игру. Петар се враћа на време.
Али пошто је канцелар првенства (Вилијам Шетнер) већ најавио договор за „Евериџ Џо”, одговор је препуштен тројици судија. Прва два гласају другачије. Трећи судија, Чак Норис, гласа „да”, дозвољавајући тиму да се такмичи. Током финалног меча, сви играчи осим Џастина су елиминисани, али он успева да ухвати лопту и врати у игру Кетрин, која одмах и сама хвата лопту, враћајући Питера у игру. Али самог Џастина тада Вајт нокаутира (током изјаве љубави свом другу из разреда). Питер се спотакне, постајући примарна мета Кобри, али Кетрин скаче испред лопте. Док седа на клупу, Вајт намерно баца лопту у њено лице, добија упозорење и, у избрисаној сцени, 10 секунди у Троуглу срама. Питер тада успева да нокаутира једног од чланова другог тима, али Вајт му даје лопту. Срећом, Бели прелази половину линије док баца лопту, што доводи до „нокаут игре” између Питера и Белог. Пре бацања, Питер себи везује очи банданом коју је раније добио од Печиса. Осећајући дух Печиса, Питер успева да предвиди лет Вајтове лопте и избегне је у нео стилу. Питеров повратни ударац, још увек слеп, погађа Белог у лице, чинећи „Просечног Џоа” победником шампионата.
Након првобитне радости тима, Вајт открива да му је Питер заправо продао своју теретану дан раније, па је ипак победио. Питер, у одговору, наводи да се кладио на новац који је добио од Вајта на победу његовог тима (50 према 1), што значи да сада има 5.000.000 долара да откупи теретану. Бели протестују, говорећи да неће вратити теретану. Питер каже да ће новац једноставно уложити у контролни удео у Глобо-Џиму, односно откупити све што Вајт поседује, укључујући и његову стару теретану. Пошто је Глобо-Џим јавно предузеће, Вајт ту не може ништа, а Питер га отпушта. Појављује се Стив, који је променио косу у нормалну и обукао се у нормалну одећу. Питер га поново убеђује да је још увек гусар показујући му „ковчег с благом”. На крају, Евериџ Џо постаје популарна теретана, а Вајт поново седи испред телевизора, поново дебео, грди Питера и Чака Нориса, мрмљајући да је он тај који осваја шампионат.